# Rap
Rap je eden od elementov hip-hop kulture. Rap je oblika rimane lirike z ritmičnim glasbenim ozadjem.
Raper je oseba, ki to zvrst glasbe izvaja.
[[Kategorija:Glasba po zvrst